# جیمی پارکر
جیمی پارکر (انگلیسی: Jamie Parker؛ زادهٔ ۱۴ اوت ۱۹۷۹) بازیگر تئاتر، بازیگر سینما و بازیگر تلویزیونی اهل انگلستان است.
از فیلم‌ها یا برنامه‌های تلویزیونی که وی در آن نقش داشته‌است می‌توان به والکیری، هری پاتر و فرزند نفرین‌شده اشاره کرد.
وی همچنین برندهٔ جوایزی همچون جایزه لارنس الیویه شده‌است.